# Anagyrus mumfordi
Anagyrus mumfordi är en stekelart som beskrevs av Timberlake 1941. Anagyrus mumfordi ingår i släktet Anagyrus och familjen sköldlussteklar. Inga underarter finns listade i Catalogue of Life.